# Dišon
Dišon (hebrejsky דִּישׁוֹן, anglicky Dishon) je vesnice typu mošav v Izraeli, v Severním distriktu, v Oblastní radě Mevo'ot ha-Chermon.

## Geografie
Leží v nadmořské výšce 430 metrů v horách Horní Galileji jen necelé 2 kilometry od hranic s Libanonem. Jižně od vesnice protéká hlubokým údolím vádí Nachal Dišon, nad kterým se cca 2 kilometry jihozápadně od vesnice tyčí útes Har Dišon s převýšením vůči dnu údolí téměř 300 metrů. Východně od mošavu je nevelká náhorní planina, ze které vystupuje jen pahorek Har Cvi. Dál k východu a severovýchodu terén pozvolna, sérií několika stupňů a zlomů, klesá do údolí horního toku řeky Jordán. Severovýchodně od obce leží jako mezistupeň mezi jednotlivými zlomy klesajícími k Jordánu údolí Bik'at Kedeš.
Vesnice se nachází cca 32 kilometrů severně od města Tiberias, cca 130 kilometrů severovýchodně od centra Tel Avivu a cca 57 kilometrů severovýchodně od centra Haify. Dišon obývají Židé, přičemž osídlení v tomto regionu je převážně židovské. Výjimkou je vesnice Richanija cca 4 kilometry jihozápadním směrem, kterou obývají izraelští Čerkesové. Centrální hornaté oblasti Galileji s demografickou převahou izraelských Arabů a Drúzů leží dále k jihozápadu.
Mošav je na dopravní síť napojen pomocí lokální silnice číslo 886.

## Dějiny
Dišon byl založen v roce 1953. Zakladateli byla skupina členů hnutí me-ha-Ir le-Kfar (מהעיר לכפר) - "Z města na vesnici". Tu později posílila skupina židovských přistěhovalců ze severní Afriky. Na osidlování vesnice se podíleli členové mládežnického hnutí ha-No'ar ha-cijoni.
84 zdejších rodin se zabývá zemědělstvím, další obyvatelé již nejsou vázáni na zemědělský životní styl. V poslední době se v obci rozvíjí produkce vína. Počátkem 21. století byl mošav uznán za turistickou lokalitu. V mošavu funguje zařízení předškolní péče o děti. Základní škola je v komplexu Lev ha-Emek v Ne'ot Mordechaj, střední škola je v Kfar Blum. V obci Dišon je k dispozici obchod se smíšeným zbožím, synagoga, zdravotní ordinace a sportovní areály.
Cca 1 kilometr západně od současného mošavu Dišon se do roku 1948 rozkládala arabská vesnice Dajšum. Tu osídlili v roce 1850 arabští přistěhovalci z nynějšího Alžírska. Šlo o uprchlíky, kteří původně bojovali v jednotkách Abd al-Kádira al-Džaza'iriho proti francouzské vládě v Alžírsku v 30. a 40. letech 19. století a po porážce povstání přesídlili do Palestiny.
Dajšum měl roku 1931 438 obyvatel a 102 domů, v roce 1948 zde žilo 684 lidí v 159 domech. Vesnice byla dobyta během války za nezávislost izraelskými silami v říjnu 1948, v rámci Operace Hiram a její obyvatelé uprchli směrem do Libanonu. Opuštěná vesnice pak byla zbořena.

## Demografie
Obyvatelstvo mošavu Dišon je smíšené, tedy složené se sekulárních i nábožensky založených lidí. Podle údajů z roku 2014 tvořili naprostou většinu obyvatel v mošavu Dišon Židé (včetně statistické kategorie "ostatní", která zahrnuje nearabské obyvatele židovského původu ale bez formální příslušnosti k židovskému náboženství).
Jde o menší sídlo vesnického typu s dlouhodobě stagnující populací. K 31. prosinci 2014 zde žilo 358 lidí. Během roku 2014 populace klesla o 1,1 %.
| Rok            | 1961 | 1972 | 1983 | 1995 | 2001 | 2003 | 2004 | 2005 | 2006 | 2007 | 2008 | 2009 | 2010 | 2011 | 2012 | 2013 | 2014 |
| -------------- | ---- | ---- | ---- | ---- | ---- | ---- | ---- | ---- | ---- | ---- | ---- | ---- | ---- | ---- | ---- | ---- | ---- |
| Počet obyvatel | 232  | 285  | 308  | 347  | 379  | 378  | 390  | 390  | 390  | 394  | 382  | 354  | 370  | 356  | 373  | 362  | 358  |